# Изгряващо слънце (теленовела)
„Изгряващо слънце“ (на португалски: Sol Nascente) е бразилска теленовела, продуцирана и излъчена от „ТВ Глобо“ през 2016 г.
С участието на Джована Антонели, Бруну Галясу, Рафаел Кардосу, Франсиску Куоку и Араси Балабанян.

## Сюжет
Разположен в измисленото село Sol Nascente, сюжетът проследява пътуването на двама приятели от различен произход: внукът на италианските имигранти Гаетано и Гепина, дошли в Бразилия, за да избягат от мафията, Мариу е дългогодишен приятел на Алис, отгледан от японеца Казуо Танака като осиновена дъщеря, заедно с братовчеди; Юми, Хироми и Хидеу. Приятелството е разбито, когато Мариу се влюбва в приятелката си от детството Алис, която планира да учи в Япония за две години. Незрял и импулсивен, той ще трябва да промени начина си, за да завладее Алис, която е сгодена за Сезар, привидно перфектен мъж, но всичко, което той иска, са нейните пари.

## Актьори
- Бруно Галясу – Мариу Де Анджели[4]
- Джована Антонели – Алис Танака[5]
- Рафаел Кардосу – Владимир Сезар Тейшейра Корея Фильу (Сезар)[6]
- Луис Мелу – Казуо Танака[7]
- Франсиску Куоку – Гаетану де Анджели / Луиджи Борели[8]
- Араси Балабанян – Джузепина де Анджели (Джепина) / Филомена Джунчети[8]
- Лаура Кардосу – Мария Апаресида Тейшейра Корейя (Дона Синха)[9]
- Марчело Новаес – Виториу Де Анджели[9]
- Клаудия Оана – Лорета Фрагозу[9]
- Анри Кастели – Рафаел Мартинез де Фрейтас Джуниор (Ралф Тату)[9]
- Летисия Спилър – Хелена Мартинез де Фрейтас (Ленита)[9]
- Марсело Фария – Фелипе Робледу[9]
- Джована Ланчелоти – Милена де Анджели[9]
- Жоао Кортес – Джусепе Де Анджели (Пепину)[9]
- Мива Янагизава – Миеку Танака[9]
- Карол Накамура – Хироми Танака (Хиру)[9]
- Жаклин Сату – Юми Танака[9]
- Паулу Чун – Хидео Танака[9]
- Емилиу Орчиоло Нету – Дамасену Риги Саломао / Дамасену Джункети де Анджели (Дама)
- Лума Коста – Елиза Бенати[9]
- Нивеа Мария – Миртес Калдерон Тексейра (Дона Мосиня)[9]
- Рафаел Зулу – Жоао Амару[9]
- Хулиана Алвес – Дора де Соуза[9]
- Марселу Мелу младши – Тиагу де Соуза[9]
- Силвия Бандейра – Ана Клара Пейшоту[9]
- Рената Домингес – Сирлен да Силва[9]
- Мария Йоана – Каролина Пейшоту (Карол)[9]
- Жан Пиер Ноер – Капитан Патрик[9]
- Татяна Тибурчиу – Мария Франциска (Чика)[9]
- Вал Пере – Джосе Куирину (Квирину)[9]
- Чинара Леал – Ванда[9]
- Пабло Мораис – Нуну[9]
- Памела Томе – Патрисия (Пати)[9]
- Лукас Луку – Даниел[9]
- Марсио Килинг – Бернарду Мейрелес[9]
- Ерика Януза – Хулия Ферейра[9]
- Жоао Карлос Барозу – Делегаду Мескита[9]
- Флавия Гуедес – Кика[9]
- Ана Лима – Паула[9]
- Марчелу Айролди – Делегаду Лузада[9]
- Марку Рибейру – Пиауи[9]
- Роберта Пирагибе – Нанда[9]
- Рик Гарсия – Пескосу[9]
- Фелипе Магу – Вагнер Насименту[9]
- Лукас Сапукахи – Кауа[9]

## Премиера
Премиерата на Изгряващо слънце е на 29 август 2016 г. по „ТВ Глобо“.
| Година | Излъчване               | Брой епизоди | Премиера       | Премиера         | Финал        | Финал            |
| Година | Излъчване               | Брой епизоди | Дата           | Зрители (в млн.) | Дата         | Зрители (в млн.) |
| ------ | ----------------------- | ------------ | -------------- | ---------------- | ------------ | ---------------- |
| 2022   | понеделник-събота 18:15 | —            | 29 август 2016 | 25               | 21 март 2017 | 27               |